# Duel in Venetië
Duel in Venetië is het 232ste stripverhaal van Jommeke. De reeks wordt getekend door striptekenaar Jef Nys.

## Personages
In dit verhaal spelen de volgende personages mee:
- Jommeke, Flip, Filiberke, Annemieke, Rozemieke, Marie, Teofiel, Professor Gobelijn, Kwak en Boemel, Gravin van Stiepelteen, Odilon, Fifi, en Tobias.

## Verhaal
Tijdens de repetitie van het amateurtoneelgezelschap zakt Teofiel door het podium en breekt een been. Odilon van Piependale wordt gevraagd om hem te vervangen. Odilon, die zijn rol met de nodige overtuiging repeteert, komt hierdoor samen met nog enkele misverstanden in de problemen. De gravin van Stiepelteen verdenkt hem er van een andere vrouw te hebben. Zij verlaat het kasteel en is een tijdje spoorloos. Odilon is in alle staten.
Na enige tijd wordt duidelijk dat ze in Venetië zit en er daar een vriend op na houdt. Jommeke en Filiberke worden opgetrommeld en het groepje vertrekt richting Italië. Eens daar haalt Odilon al zijn charmes boven om zijn echtgenote terug te winnen. Hij gaat hierbij tot het uiterste en het komt zelfs tot een duel met de nieuwe vriend van de gravin. Gelukkig blijkt alles maar opgezet spel van de gravin om Odilon een lesje te leren. De nieuwe vriend van de gravin, Vittorio Vitesso, blijkt een verre achterneef te zijn. Alle misverstanden worden uitgepraat en eens terug op het kasteel wordt het toneelstuk in de tuin opgevoerd. Odilon zakt hier, evenals Teofiel, door het podium en breekt ook een been.

## Achtergronden bij het verhaal
Jommeke beëindigt dit verhaal met een oude Vlaamse spreuk:
Daar alleen kan liefde wonen,
daar alleen is 't leven zoet,
waar men stil en ongedwongen,
alles voor elkander doet.